# شالودنباخ
شالودنباخ (به آلمانی: Schallodenbach) یک شهر در آلمان است که در کایزرسلاوترن واقع شده‌است. شالودنباخ ۹۱۶ نفر جمعیت دارد.